# Leonas Gelermanas
Leonas Gelermanas (fl. XX secolo) è stato un calciatore lituano, di ruolo difensore.

## Carriera

### Club
Ha sempre giocato nel campionato lituano.

### Nazionale
Ha rappresentato la nazionale lituana in occasione delle Olimpiadi del 1924.